# Oluf Mortensen (Baden)
Oluf Mortensen Baden (død 28. august 1485) var biskop i Roskilde Domkirke. 
Han hørte til en sjællandsk slægt. Oluf Mortensen nævnes allerede 1441 som ærkedegn i Roskilde og kong Christoffer af Bayerns kansler, hvilken værdighed han også beklædte i begyndelsen af Christian 1.s regering. I 1448 var han provst, og 1461 blev han biskop i Roskilde. Han har i begge disse stillinger gjort sig højt fortjent ved genopførelsen af Roskilde Domkirke efter branden 1443, og han indviede 1464 den nye bygning, hvis mægtige centralspir han har ladet rejse. Han har også opført det nordøstlige våbenhus med den skønne, ornamentrige spidsbuegavl, ligesom han stiftede og funderede Sankt Birgitta kapellet, i hvilket han selv blev begravet, og hvor endnu hans i nyere tider stærkt restaurerede ligsten findes bevaret. Som rigets øverste kansler har han været deltager i sin tids politiske historie, og endnu året før sin død ses han at have taget levende del i forhandlinger med hanseatiske sendebud. Skønt kongens ven og trofaste støtte forsømte han dog ikke lige over for denne at hævde sit stift adkomst til Københavns Slot og by, om end uden virkning. Han døde 28. august 1485 og må regnes blandt de af Roskilde Stift mest fortjentsfulde bisper.